# John Hume
John Hume (18. ledna 1937 Derry – 3. srpna 2020 Derry) byl irský politik z města Londonderry v Severním Irsku. Byl jedním ze zakládajících členů Social Democratic and Labour Party a v roce 1998 spolu s Davidem Trimblem získal Nobelovu cenu za mír.
Od roku 1979 do roku 2001 byl jako druhý v pořadí předseda strany SDLP. V minulosti byl také poslancem Evropského parlamentu a Parlamentu Spojeného království a členem Shromáždění Severního Irska.
Byl považován za jednu z nejvýznamnějších postav nedávného vývoje politiky Severního Irska. V roce 2010 byl ve veřejné anketě Největší Irové zvolen nejvýznamnější postavou irských dějin.

## Biografie
Narodil se v Derry a studoval na St Columb's College a poté na St Patrick's College pod National University of Ireland, kde chtěl vystudovat na kněze. Mezi jeho učiteli byl i budoucí kardinál Tomás Ó Fiaich.
Nedokončil kněžské vzdělání, ale získal titul MA (Master of Arts) a pak se vrátil do svého rodného města a stal se učitelem. Na konci šedesátých let se stal jedním z hlavních představitelů hnutí za občanská práva.

### Politická kariéra
Na začátku šedesátých let byl aktivním členem Národní strany, ale opustil ji v roce 1964. V roce 1969 se stal poslancem v Parlamentu Severního Irska za stranu Independent Nationalist. V roce 1973 byl zvolen do Shromáždění Severního Irska a v roce 1994 byl ministrem obchodu v přechodné vládě.
Byl zakládajícím členem Social Democratic and Labour Party (SDLP) a od roku 1979 jejím předsedou. Byl také jedním ze tří poslanců Evropského parlamentu za Severní Irsko a učil na Boston College.

## Reputace
Hume byl považován za významnou figuru stojící za nedávným politickým vývojem v Severním Irsku, např. Angloirskou dohodou nebo Belfastskou dohodou. V roce 1998 získal Nobelovu cenu za mír spolu s Davidem Trimblem, který byl tehdy v čele Ulster Unionist Party.

## Odchod do důchodu
V roce 2001 odešel z vedení strany SDLP. 4. února 2004 prohlásil, že definitivně odchází z politiky.